# Diócesis de Elphin
La diócesis de Elphin (en latín: Dioecesis Elphinensis, en inglés: Roman Catholic Diocese of Elphin y en irlandés: Deoise Ail Finn) es una circunscripción eclesiástica de la Iglesia católica en la República de Irlanda. Se trata de una diócesis latina, sufragánea de la arquidiócesis de Tuam. Desde el 14 de mayo de 2014 su obispo es Kevin Doran.

## Territorio y organización
La diócesis tiene 301 km² y extiende su jurisdicción sobre los fieles católicos de rito latino residentes en parte de los condados de Roscommon y de Sligo y pequeñas porciones de los condados de Westmeath, Longford y Galway.
La sede de la diócesis se encuentra en la ciudad de Sligo, en donde se halla la Catedral de la Inmaculada Concepción. En Elphin se encontraba la antigua catedral católica de Santa María, que durante la Reforma anglicana fue destruida. En su lugar se contruyó luego la catedral perteneciente a la Iglesia de Irlanda, que fue dañana por una tormenta el 4 de febrero de 1957.
En 2023 en la diócesis existían 35 parroquias agrupadas en 6 decanatos: Sligo, Boyle, Strokestown, Castlerea, Roscommon y Athlone.

## Historia
El monasterio de Ail-finn (Elphin) fue fundado a mediados del siglo V por san Patricio, quien según la tradición eligió a su platero Tassac como abad-obispo. En el primer milenio la Iglesia irlandesa estaba estructurada en asentamientos monásticos, cada uno con su propia jurisdicción que se extendía sobre el propio monasterio, el territorio circundante y las propiedades del dominio monástico. Elphin también fue una sede monástica, con su propia escuela y encabezada por un abad, que pudo o no haber sido consagrado obispo. Patricio había fundado otras iglesias monásticas en el área alrededor de Elphin, incluida Ardcarne, Cashel-Irra, Drumcliffe, Roscommon y Tighbohin, y más. Patricio había confiado cada una de estas fundaciones a sus discípulos, algunos obispos consagrados, otros presbíteros y otros más como simples monjes.
En el siglo XII la Iglesia irlandesa fue reformada con el establecimiento de diócesis, sobre el modelo de la organización eclesiástica continental, reemplazando la organización monástica del territorio, típica de Irlanda. Se celebraron dos sínodos de reforma.
El Sínodo de Ráth Breasail de 1111 dividió Connacht en 5 diócesis, Tuam, Clonfert, Cong, 
Killala y Ardcarne o Ardagh, pero no menciona la de Elphin. Se autorizó al clero de Connacht a modificar el territorio de estas diócesis, pero sin exceder el número total de 5 diócesis establecido por el sínodo.
En 1152 se celebró un segundo sínodo en Kells, donde aparece la diócesis de Roscommon, cuya sede se trasladó a Elphin en 1156. El territorio de esta nueva diócesis, sufragánea de la arquidiócesis de Tuam, incluía parte de los territorios que el sínodo de 1111 había asignado a Tuam, a Ardcarne o Ardagh, y a Killala. En el Sínodo de Kells estuvo presente el obispo Maelisa O'Conachtain, designado como obispo del este de Connacht. Sin embargo, se conoce el nombre de otro obispo, Domnald O'Dubhthai, que murió alrededor de 1137, señalado por los anales de Loch Cé como Elefinensis episcopus. Esto sugeriría que la diócesis de Elphin se estableció después del sínodo de Ráth Breasail y que el sínodo de Kells simplemente reconoció una división del territorio en una diócesis establecida por el clero de Connacht después de 1111.
En los primeros días de su vida, la diócesis era conocida en documentos contemporáneos con varios nombres. Además de Elphin, Roscommon y el este de Connacht, se conoce el nombre de Siol Muireadhaigh, de cuya sede fue obispo Flanagan O'Dubhthai, muerto en 1168, y que probablemente corresponde a la diócesis de Elphin.
Varios obispos de Elphin pertenecían a la familia real O'Connor, mientras que otros pertenecían a familias nobles locales como los MacDermott y los Flanagan. Los anales de Loch Cé alaban al obispo Donat O'Flanagan (1303-1308), exabad cisterciense de Boyle, hombre generoso y piadoso, distinguido por su sabiduría y clarividencia. Los anales también mencionan al obispo Thomas Barrett (1372-1404), versado en ciencias sagradas y profanas, cuyo sello de bronce se conserva en el Museo Nacional de Irlanda en Dublín. Thomas Colbi (1412-1414), graduado en Oxford y Cambridge, fue autor de numerosos tratados teológicos y devocionales.
En varias ocasiones, la sede de Elphin fue objeto de conflictos internos dentro del capítulo de canónigos de la catedral. Este es el caso, por ejemplo, de 1244, cuando el capítulo se dividió en tres facciones, con el nombramiento de tres obispos en competencia: el vencedor fue John O'Hughrain, elegido por una minoría del capítulo, pero confirmado por la Santa Sede. Más controversia en 1260, pero la temprana muerte de Milo MacThady O'Connor allana el camino a Thomas MacDermott. De nuevo en 1296 se eligieron dos obispos, Marianus O'Donnaver y Mellaghlin MacBrien; Marianus fue a Roma y obtuvo la confirmación del papa, pero murió en el camino de regreso. Otras dificultades surgieron en 1308 y en 1354.
Después de la Reforma protestante realizada por Enrique VIII de Inglaterra en 1534, la diócesis de Elphin logró mantener su sucesión episcopal, interrumpida por dos largos períodos de sede vacante, de 1594 a 1625 y de 1650 a 1671. Fue solo en el siglo XVII que la Reforma anglicana pudo introducirse con cierto éxito en la diócesis de Elphin, aunque numéricamente los anglicanos siempre fueron una minoría. Incluso los religiosos, aunque oficialmente suprimidos, continuaron residiendo en la diócesis, o en pequeñas comunidades, o como párrocos de pequeñas parroquias en el campo; varios religiosos pagaron con la vida su fidelidad a los votos religiosos. La sucesión anglicana en Elphin comenzó con el nombramiento real de Conach O'Shiel como obispo el 23 de septiembre de 1541 y continuó hasta 1841 cuando se formó la diócesis de Kilmore, Elphin y Ardagh de la Iglesia de Irlanda.
En enero de 1637 el obispo Boetius Egan envió un informe sobre el estado de la diócesis a Roma, donde parece que los católicos son mayoría, pero no en la ciudad de Elphin, ya que su presencia está prohibida. Había 42 sacerdotes en total, 7 decanatos de la diócesis, y los decretos del Concilio de Trento se observaron regularmente, en la medida de lo posible. El obispo no tenía una residencia fija y, a menudo, tenía que huir a las montañas o esconderse en los bosques. En 1635 Egan había solicitado explícitamente que se le permitiera vivir fuera de su diócesis debido a la persecución. El obispo reintrodujo entonces en la diócesis a los franciscanos y dominicos, que vivían escondidos en los bosques o en minas en desuso. En otro informe de 1631 se lee que de las 65 iglesias parroquiales existentes antes de la Reforma protestante, todas habían sido destruidas a excepción de 5, que sin embargo ahora estaban en manos de los anglicanos, incluida la catedral.
Después de 21 años de sede vacante, se nombró al sucesor de Boetius Egan en la persona de Domingo de Burgo, quien gobernó la diócesis de 1671 a 1704. Una recompensa de 200 libras esterlinas colgaba de su cabeza, lo que lo obligó a vivir en el exilio en Lovaina desde 1688 hasta su muerte. Durante los años que residió en la diócesis logró convocar un sínodo en 1672 y consagrar varios nuevos sacerdotes. Su sucesor Ambrose MacDermott (1707-1717) fue arrestado y deportado, pero logró escapar y regresar en secreto a su diócesis.
Un informe del gobierno anglicano de 1731 informa que en la diócesis de Elphin había 44 mass houses, cabañas con techo de paja o de madera donde se celebraba la misa en secreto, y 18 escuelas dirigidas por "papistas". El informe da cuenta del número de católicos, el número de sacerdotes y religiosos presentes en la diócesis, y en muchos casos también sus nombres: señal de que los católicos estaban sujetos a una estricta vigilancia por parte de las autoridades. En muchos casos la información fue extorsionada, como es el caso del dominico Ambrose Gilligan, quien, sometido a interrogatorio el 9 de marzo de 1744, fue obligado a informar que en ese momento el obispo de Elphin era Patrick French y que residía en Cloonyquin, en el condado de Roscommon.
Solo en el siglo XIX mejoraron las relaciones entre la Iglesia irlandesa y el gobierno de Londres y se abolieron muchas de las restricciones a los católicos. En 1841 la diócesis incluía 43 parroquias y 72 iglesias o capillas; de estos 26 fueron construidas después de 1825. En ese momento había tres monasterios religiosos: los dominicos en Sligo, los agustinos en Athlone y los carmelitas en Toghergar.
Recién en 1874 el obispo Laurence Gillooly decidió trasladar definitivamente su sede a la ciudad de Sligo, construyéndose allí el nuevo palacio episcopal y la nueva catedral, terminados en 1892 y consagrados en 1897. También en Sligo, el mismo obispo Gillooly estableció en 1892 el seminario diocesano, dedicado a la Inmaculada Concepción, que anteriormente había sido erigido en Summerhill, cerca de Athlone.
Desde el 16 de febrero de 2025 está unida in persona episcopi a la diócesis de Achonry y ambas diócesis se encuentran actualmente en proceso de fusión total. Esta iniciativa comenzó en abril de 2024, cuando el nuncio apostólico Luis Mariano Montemayor, anunció la decisión del papa Francisco de iniciar un proceso de cooperación y consulta más estrecha entre las dos diócesis vecinas, con la intención de fusionarlas finalmente. En noviembre de 2024 el obispo Doran emitió un mensaje pastoral que describe el camino hacia la fusión y resume los comentarios de las consultas celebradas en ambas diócesis. Las decisiones tomadas incluyen peregrinaciones conjuntas, programas de formación colaborativos y el establecimiento de un grupo de trabajo para facilitar el proceso de fusión. Desde febrero de 2025 las diócesis trabajan activamente para lograr la fusión total, con el objetivo de aunar recursos y mejorar la atención pastoral a los fieles.

## Estadísticas
Según el Anuario Pontificio 2024 la diócesis tenía a fines de 2023 un total de 81 750 fieles bautizados.
| Año                                                                             | Población | Población | Población      | Sacerdotes | Sacerdotes | Sacerdotes | Católicos por sacerdote | Diáconos permanentes | Religiosos | Religiosos | Parroquias y cuasiparroquias |
| Año                                                                             | Católicos | Total     | % de católicos | Total      | Diocesanos | Regulares  | Católicos por sacerdote | Diáconos permanentes | Masculinos | Femeninos  | Parroquias y cuasiparroquias |
| ------------------------------------------------------------------------------- | --------- | --------- | -------------- | ---------- | ---------- | ---------- | ----------------------- | -------------------- | ---------- | ---------- | ---------------------------- |
| 1950                                                                            | 100 000   | 103 500   | 96.6           | 117        | 108        | 9          | 854                     |                      | 48         | 325        | 33                           |
| 1970                                                                            | 77 731    | 79 302    | 98.0           | 141        | 125        | 16         | 551                     |                      | 74         | 417        | 33                           |
| 1980                                                                            | 71 600    | 73 900    | 96.9           | 117        | 101        | 16         | 611                     |                      | 65         | 412        | 34                           |
| 1990                                                                            | 69 000    | 71 000    | 97.2           | 106        | 98         | 8          | 650                     |                      | 17         | 235        | 36                           |
| 1999                                                                            | 68 000    | 70 000    | 97.1           | 87         | 81         | 6          | 781                     |                      | 11         | 145        | 37                           |
| 2000                                                                            | 68 000    | 70 000    | 97.1           | 83         | 77         | 6          | 819                     |                      | 11         | 135        | 37                           |
| 2001                                                                            | 68 000    | 70 000    | 97.1           | 81         | 75         | 6          | 839                     |                      | 11         | 131        | 37                           |
| 2002                                                                            | 68 000    | 70 000    | 97.1           | 76         | 70         | 6          | 894                     |                      | 10         | 133        | 37                           |
| 2003                                                                            | 68 000    | 70 000    | 97.1           | 73         | 67         | 6          | 931                     |                      | 10         | 126        | 37                           |
| 2004                                                                            | 68 000    | 70 000    | 97.1           | 72         | 66         | 6          | 944                     |                      | 10         | 120        | 38                           |
| 2006                                                                            | 69 000    | 71 000    | 97.2           | 83         | 65         | 18         | 831                     |                      | 21         | 110        | 38                           |
| 2013                                                                            | 69 270    | 71 650    | 96.7           | 75         | 52         | 23         | 923                     | 6                    | 23         | 82         | 37                           |
| 2016                                                                            | 81 105    | 90 105    | 90.0           | 80         | 63         | 17         | 1013                    | 6                    | 18         | 72         | 37                           |
| 2019                                                                            | 81 075    | 90 075    | 90.0           | 87         | 59         | 28         | 931                     | 8                    | 28         | 66         | 37                           |
| 2021                                                                            | 82 320    | 91 450    | 90.0           | 83         | 59         | 24         | 991                     | 8                    | 24         | 54         | 37                           |
| 2023                                                                            | 81 750    | 92 000    | 88.9           | 77         | 54         | 23         | 1061                    | 8                    | 23         | 127        | 35                           |
| Fuente: Catholic-Hierarchy, que a su vez toma los datos del Anuario Pontificio. |           |           |                |            |            |            |                         |                      |            |            |                              |

## Episcopologio
- San Tassac † (mencionado en 450 circa)
- Bitheus † (siglo V)
- Brou † (?-circa 512 falleció)
- Domnald O'Dubhthai † (?-circa 1137 falleció)
- Maelisa O'Conachtain † (mencionado en 1152)
- Flanagan O'Dubhthai † (?-1168 falleció)
- Tomhaltach O'Connor † (hacia 1175/1180)
- Florence MacRiagan O'Mulrony, O.Cist. † (?-1195 falleció)
- Ardgall O'Connor † (?-1214 falleció)
- Denis O'Mulkyran ? † (?-1224 falleció)[nota 4]
- Denis O'Morda † (?-1229 renunció)
- Donat O'Connor † (1232-23 de abril de 1244 falleció)
- John O'Hughrain † (3 de julio de 1245-1246 falleció)
- Thomas O'Connor † (1246-1259 nombrado arzobispo de Tuam)
- Milo MacThady O'Connor † (1260 consagrado-1262 falleció)
- Thomas MacFerrall MacDermott † (1262-1265 falleció)
- Maurice MacNeal O'Connor † (23 de abril de 1266-1284 falleció)
  - Auliffe O'Tomolthy † (1284-1285 falleció) (obispo electo)
- Gilla MacInlianaic O'Connor † (5 de octubre de 1285-1296 falleció)
- Malachy MacBrien MacDermott † (1296-1302 o 1303 falleció)
- Donat O'Flanagan, O. Cist. † (septiembre de 1303-22 de junio de 1308 falleció)
- Malachy MacAeda † (22 de junio de 1310-19 de diciembre de 1312 nombrado arzobispo de Tuam)
- Lawrence O'Lagthnan † (21 de enero de 1313-1325 falleció)
- John O'Finasa (od O'Feenaghty) † (1326-1354 falleció)
- Gregory † (27 de febrero de 1357-7 de mayo de 1372 nombrado arzobispo de Tuam)
- Thomas Barrett † (16 de junio de 1372-1404 falleció)
  - John O'Machan † (17 de enero de 1383-16 de septiembre de 1394 nombrado obispo de Derry) (administrador apostólico)
- Thomas Colbi, O.Carm. † (18 de marzo de 1412-9 de febrero de 1414 nombrado obispo de Waterford y Lismore)
- John O'Grada † (9 de febrero de 1414-1417 falleció)
- Robert Fosten, O.F.M. † (16 de febrero de 1418-?)
- Lawrence O'Beollayn † (26 de enero de 1429-?)
- William O'Hedian † (2 de diciembre de 1429-20 de octubre de 1449 nombrado obispo de Emly)
- Cornelius O'Mulalayd, O.F.M. † (20 de octubre de 1449-? falleció)
- John ? †
- Nicholas O'Flanagan, O.P. † (7 de junio de 1458-?)
- Nicholas † (10 de julio de 1469-? falleció)
- Hugh Arward † (24 de enero de 1487-?)
- Richard O'Brien, O.P. † (22 de junio de 1492-?)
- George Brann † (16 de abril de 1499-antes de 1524 falleció)
- John Max, O.Praem. † (7 de abril de 1525-25 de mayo de 1536 renunció)
- William Magin † (16 de junio de 1539-?)
- Gabriel de S. Serio † (27 de agosto de 1539-1541)
- Bernard O'Higgins, O.E.S.A. † (5 de mayo de 1542-1561 renunció)[nota 5]
- Andrew O'Crean, O.P. † (28 de enero de 1562-1594 falleció)
  - Sede vacante (1594-1625)
- Raymond Galvin? †[nota 6]
- Boetius Egan, O.F.M.Obs. † (9 de junio de 1625-19 de abril de 1650 falleció)
  - Sede vacante (1650-1671)
- Dominic de Burgo † (13 de julio de 1671-1 de enero de 1704 falleció)
- Ambrose MacDermott † (31 de marzo de 1707-septiembre de 1717 falleció)
- Gabriel O'Kelly † (26 de marzo de 1718-4 de agosto de 1731 falleció)
- Patrick French, O.F.M.Ref. † (23 de noviembre de 1731-1748 falleció)
- John Brett † (28 de agosto de 1748-22 de junio de 1756 falleció)
- James O'Fallon † (14 de agosto de 1756-2 de diciembre de 1786 falleció)
- Edward French † (13 de febrero de 1787-29 de abril de 1810 falleció)
- George Thomas Plunkett † (4 de octubre de 1814-8 de mayo de 1827 falleció)
- Patrick Burke † (8 de mayo de 1827-16 de septiembre de 1843 falleció)
- George Joseph Plunket Browne † (26 de marzo de 1844-1 de diciembre de 1858 falleció)
- Laurence Gillooly, C.M. † (1 de diciembre de 1858-15 de enero de 1895 falleció)
- John Joseph Clancy † (28 de febrero de 1895-19 de octubre de 1912 falleció)
- Bernard Coyne † (18 de enero de 1913-17 de julio de 1926 falleció)
- Edward Doorly † (17 de julio de 1926 por sucesión-5 de abril de 1950 falleció)
- Vincent Hanly † (19 de julio de 1950-9 de noviembre de 1970 falleció)
- Dominic Joseph Conway † (12 de marzo de 1971-24 de mayo de 1994 retirado)
- Christopher Jones † (24 de mayo de 1994-14 de mayo de 2014 retirado)
- Kevin Doran, desde el 14 de mayo de 2014